# Белл-Фурш (река)
Белл-Фурш (англ. Belle Fourche River /bɛlˈfuːʃ/; лакота Šahíyela Wakpá) — приток реки Шайенн длиной около 470 км, протекающий по территории североамериканских штатов Вайоминг и Южная Дакота.
Входит в бассейн Миссисипи через водные системы рек Шайенн и Миссури. На географических картах конца XIX века эта водная артерия обозначалась как северное ответвление реки Шайенн (англ. North Fork of Cheynne).
Название «Белл-Фурш» происходит от французского «красивая развилка».
Высота истока — 2031 м над уровнем моря. Высота устья — 619 м над уровнем моря.

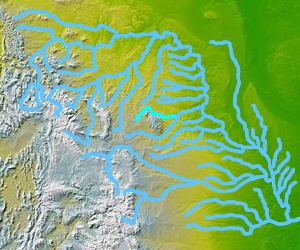
Река Белл-Фурш на снимке НАСА (выделено)

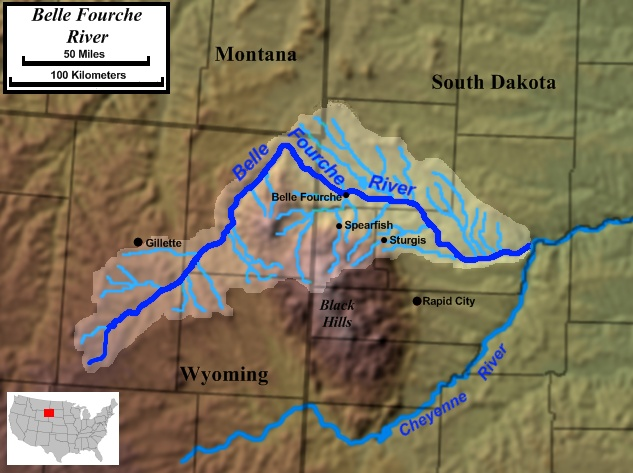
Водосборный бассейн реки

От истока, который находится на северо-востоке штата Вайоминг, приблизительно в 24 км к северу от городка Райт (южная часть округа Кэмпбелл), река течёт на северо-восток, огибая северные склоны гор Бэр-Лодж, минуя Моркрофт и памятник природы «Девилс-Тауэр». Вблизи границы штата Монтана она резко поворачивает на юго-восток, протекая по западным территориям Южной Дакоты, через город Белл-Фурш и вдоль северного подножия горной гряды Блэк-Хилс. В южной части округа Мид, неподалёку от Херефорда, она направляется на восток-северо-восток и сливается с рекой Шайенн приблизительно в 80 км к востоку-северо-востоку от Рапид-Сити (Южная Дакота).
Вайоминг имеет относительно приподнятый рельеф: по величине минимальной абсолютной высоты (945 м) он занимает второе место среди других штатов США. Именно на этой гипсометрической отметке река Белл-Фурш покидает территорию Вайоминга, заходя на территорию штата Южная Дакота.
Река имеет существенное значение как рекреационный ресурс. Кроме того, она играет важную роль для ирригации сельскохозяйственных угодий западной части Южной Дакоты. Общая площадь орошаемых рекой земель этого штата составляет около 230 км².